# Yamantaka

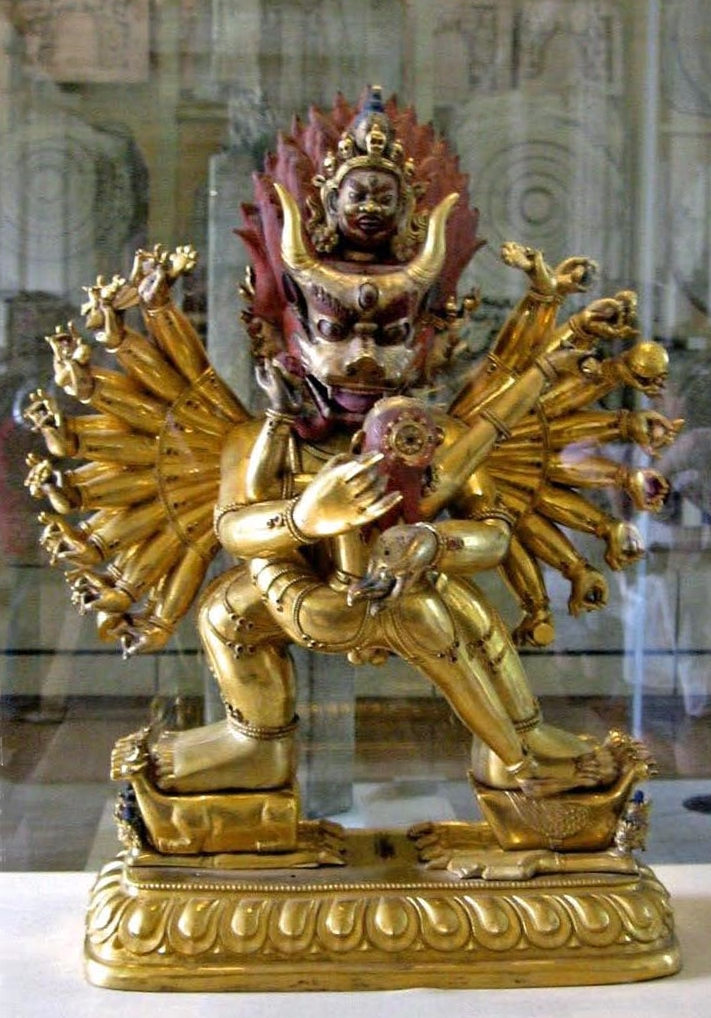
Yamantaka Vajrabhairav, British Museum

Yamāntaka (Sanscrito: यमान्तक Yamāntaka; Tibetano: གཤིན་རྗེ་གཤེད Shinjeshe; Wylie: Gshin-rje-gshed; Cinese: 大威德金剛 Daweidemingwang; Giapponese: 大威徳明王 Daiitoku Myōō; Mongolo: Эрлэгийн Жаргагчи Erlig-jin Jarghagchi) è un yidam del Buddismo Mahāyāna e nel Vajrayana. Il nome in sanscrito significa Distruttore del Signore della Morte (Yama). Viene considerato l'aspetto irato del bodhisattva Mañjuśrī. Nella sua forma collerica viene detto Vajrabhairava (il Feroce Adamantino).

## Fonti canoniche
Nel canone tibetano sono presenti varie classi di testi dedicati a Yamāntaka: tantra tradotti dal sanscrito, terma, sādhana. Tra i più importanti:
- Khathun nag-po'i skor
- gNub-lugs gshin-rje ru-mtshan dmar-po
- Sādhanamālā
- Niṣpannayogāvalī
- Il sesto capitolo del Mañjuśrī Nāmasaṅgīti
- Kṛṣṇayamārināmatantra Tantra di Yamāntaka Nero
- Raktayamarītantra Tantra di Yamāntaka Rosso

## Significato
Il significato di questo yidam deriva da Mañjuśrī: in qualità di bodhisattva della saggezza (Prajnaparamita) ha superato ogni dualità, compresa la distinzione tra vita e morte e tra Nirvana e Saṃsāra. Quindi, proprio come distruttore della Morte, impersonata da Yama, Yamāntaka assume su di sé i caratteri e l'aspetto della morte, oramai svuotata di ogni carattere negativo, come già annunciato nel Sutra del Cuore della Perfezione della Saggezza (Prajñāpāramitā Hṛdaya Sūtra): "Non c'è né nascita né morte".

## Iconografia
L'aspetto più caratteristico di Yamāntaka è il capo a forma di testa di bufalo, simbolo stesso di Yama, la morte. Ma contemporaneamente schiaccia un bufalo sotto i suoi piedi, realizzando così iconograficamente l'identità tra distruttore e distrutto. In tutte le sue forme ha il corpo coperto da monili di ossa umane e pelli animali, porta la corona ornata da cinque teschi.
Le quattro forme più comuni sono:
- Mañjuśrīkāya (Tibetano: 'Jam-dpal sku). Nella tradizione rÑin-ma-pa viene visualizzato come Heruka giallo, con tre teste, sei braccia e quattro gambe. È in unione mistica con Vetālī nera.
- Yamāntaka Rosso (Sanscrito: Raktayamarī; Tibetano: gShin-rje-gshed dmar-po). Circondato da fiamme, in unione con Vetālī rossa, nella mano sinistra ha una tazza cranica mentre con la destra ha un bastone su cui è infilzato un cranio. Sta eretto su un bufalo rosso.
- Yamāntaka Nero (Sanscrito: Kṛṣṇayamāri; Tibetano: gShin-rje-gshed nag-po). Può avere da uno a tre volti e da due a sei braccia. Tiene un laccio. Si unisce con Vajravetālī.
- Vajrabhairava (Tibetano: rDo-rje 'jigs-byed). La sua visualizzazione in questa forma è particolarmente diffusa tra i Sakyapa e i Gelugpa di cui è il difensore del lignaggio. È in unione mistica con Vetālī blu. Le sue sedici gambe calpestano vari dei (Ganesha, Brahmā, Indra), animali e uomini, la luna e il sole. Le trentaquattro braccia portano vari simboli tantrici, tra cui una pelle d'elefante che gli avvolge le spalle. Il corpo è blu cupo. Ha nove teste, tra cui domina quella impassibile di Mañjuśrī, sotto cui c'è una testa irata rossa, quindi quella di bufalo, alla cui destra e sinistra spuntano altre sei teste di vari colori.